# Parque nacional Colinas de Margalla

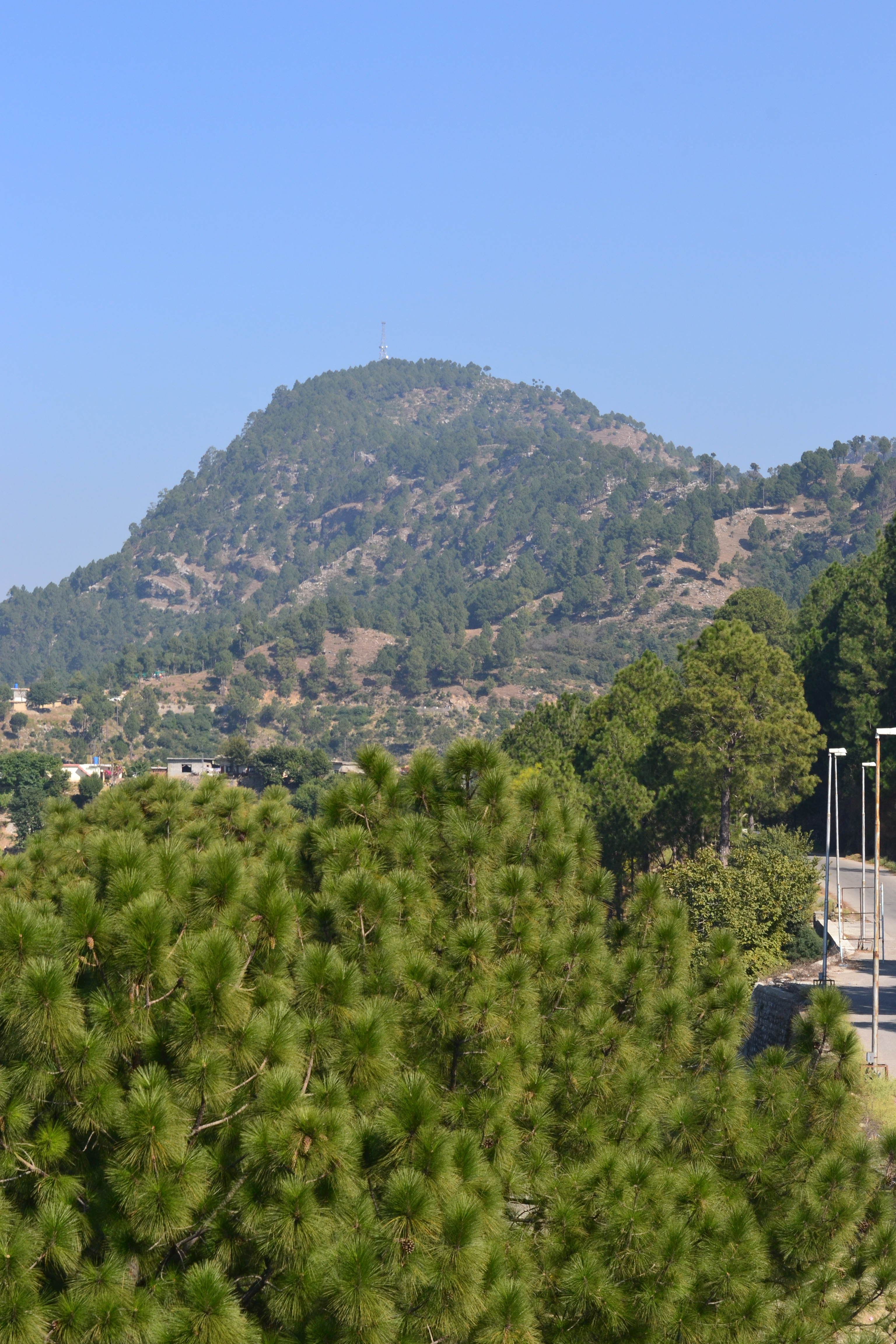
Tilla Charouni 1604 m

El Parque nacional Colinas de Margalla (en urdu: مارگلہ ہل نیشنل پارک) se encuentra en el norte de Pakistán, en las estribaciones de los Himalayas y tiene estatus de Parque nacional desde el año 1980. Se trata de un territorio de aproximadamente 17.386 hectáreas (67,13 millas cuadradas) en superficie.
El parque nacional de las colinas de Margalla comprende la Cordillera de Margalla (12.605 hectáreas), el lago Rawal, y el complejo cultural y deportivo Shakarparian. Las colinas están ubicadas entre una altura de 685 metros en el extremo occidental y 1.604 metros en el este.